# Vocabulaire européen des philosophies

Le Vocabulaire européen des philosophies (sous-titré Dictionnaire des intraduisibles) est un dictionnaire encyclopédique du lexique philosophique, réalisé sous la direction de Barbara Cassin. Il étudie quelque quatre mille termes ou expressions dans une quinzaine de langues principales.

## Spécificité de l'ouvrage
Ce dictionnaire, entièrement rédigé en français, comporte des entrées qui correspondent à des mots de différentes langues. Les idiomes les plus représentés sont l'allemand, l'anglais, l'arabe, l'espagnol, le français, le grec ancien, l'hébreu, l'italien, le latin, et le russe. On trouvera en outre quelques entrées sur des mots empruntés aux langues suivantes : le basque, le catalan, le danois, le finnois, le hongrois, le néerlandais, le polonais, le roumain, le suédois et l'ukrainien.
En s'inscrivant dans la pluralité des langues, le Vocabulaire européen des philosophies voudrait éviter ces deux écueils que sont le « globish » et le « nationalisme ontologique ». Le premier de ces termes est emprunté à Jean-Paul Nerrière pour désigner le tout-à-l'anglais (global english) ; la seconde expression a été forgée par Jean-Pierre Lefebvre pour désigner la position heideggerienne selon laquelle l'allemand et le grec seraient les deux langues philosophiques par excellence, une position démentie par l'article dans le même ouvrage par Alain Badiou sur la nature essentiellement philosophique du français. Le Vocabulaire européen des philosophies rejette donc l'idée d'une traduction univoque. C'est ce qu'indique le sous-titre : par « intraduisibles » il ne faut pas entendre ce que l'on ne peut pas traduire (et, par conséquent, ce qui n'a jamais été traduit), mais, bien au contraire, ce que l'on ne cesse pas de traduire.
En inscrivant son projet dans l'étude de la différence des langues, le Dictionnaire des intraduisibles se revendique aussi bien du Vocabulaire des institutions indo-européennes de Benveniste que du concept deleuzien de « déterritorialisation ».

## Quelques collaborateurs du dictionnaire
Ont notamment collaboré au Vocabulaire : Éric Alliez, Alain Badiou, Charles Baladier, Françoise Balibar, Étienne Balibar, Rémi Brague, Barbara Cassin, Lambros Couloubaritsis, Jean-François Courtine, Françoise Dastur, Pascal David, Natalie Depraz, Emmanuel Faye, Michel Fichant, Geneviève Fraisse, Frédérique Ildefonse, Sandra Laugier, Alain de Libera, Jacqueline Lichtenstein, Frédéric Nef, Alain Pons, Joëlle Proust, Philippe Raynaud, Claude Romano, Irène Rosier-Catach, Bernard Sesé. 